# Eclipse Public License
Eclipse Public License (EPL) är en licens för öppen källkod skapad av Eclipse Foundation. Licensen skapades specifikt för Eclipse Foundation för att ersätta Common Public License (CPL) som var den licens Eclipse kodbas var distribuerad under eftersom vissa medlemmar ur Eclipse Foundation hade synpunkter på hur CPL reglerar eventuella patenttvister.

## Huvuddragen i Eclipse Public License
EPL ger dessa rättigheter:
- att kopiera, anpassa och distribuera programmet i källkod- eller objektformat
- att distribuera koden i enbart objektformat under en annan licens, under förutsättning att licensen ifråga är kompatibel med EPL
- patenträttigheter från alla bidragsgivare för att kunna använda och tillgängliggöra koden
- att distribuera programmet tillsammans med nya moduler/plugins där distributören själv väljer under vilken licensform de nya modulerna/plugins ska vara.

## Skillnader mellan Eclipse Public License och Common Public License
Eclipse Public License är baserad på Common Public License så det är endast två punkter som skiljer dem åt.
- Eclipse Foundation har ersatt IBM som "Agreement Steward" i EPL
- I sektion 7 har meningen "If Recipient institutes patent litigation against a Contributor with respect to a patent applicable to software (including a cross-claim or counterclaim in a lawsuit), then any patent licenses granted by that Contributor to such Recipient under this Agreement shall terminate as of the date such litigation is filed." blivit borttaget i EPL